# سرگروهبان
سرگروهبان فیلمی به کارگردانی سعید مطلبی و نویسندگی ایرج جنتی عطایی محصول سال ۱۳۵۱ است.

## خلاصه داستان
حجت (منوچهر وثوق) فاسق همسرش را به قتل می‌رسانَد و به خرمشهر می‌رود و به کمک مردی به نام رحمان (فرهاد حمیدی) قصد دارد شبانه با قایقی از مرز آبی بگذرد، اما مأموران او را تعقیب می‌کنند….

## بازیگران

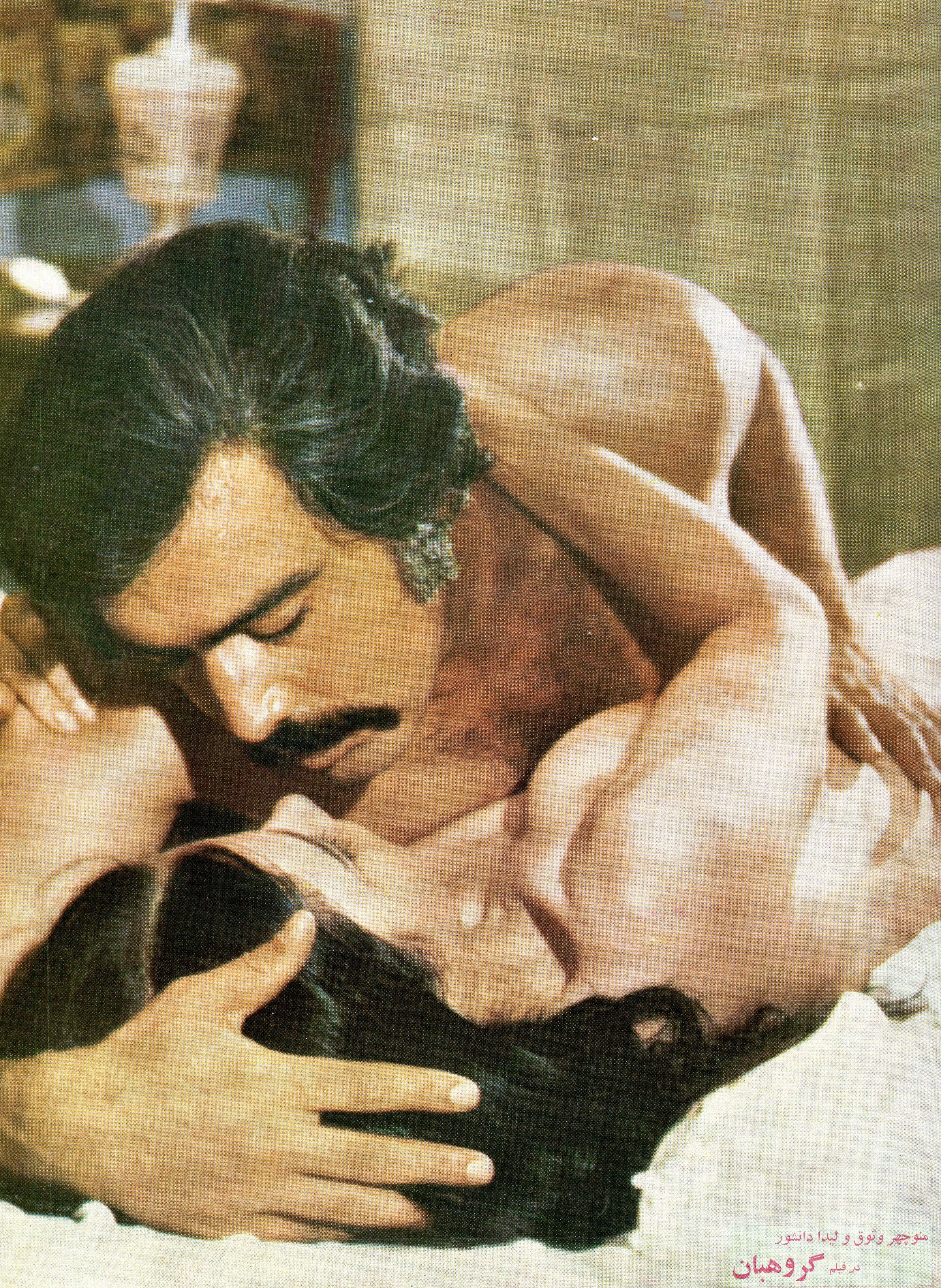
منوچهر وثوق و لیدا دانشور در فیلم

- ناصر ملک‌مطیعی
- منوچهر وثوق
- امین امینی
- لیدا دانشور
- شهرزاد (کبرا سعیدی)
- حسین اشراق
- میرمحمد تجدد
- یدی قاسمی
- فرهاد حمیدی
- پریسا
- طوفان طوفان پور
- علی بانکی
- فریدون نریمان
- علی‌اکبر طوفان‌پناه